# Siitinselkä
Siitinselkä är en fjärd i Finland. Den är en del av sjön Saimen och ligger i Varkaus i den sydöstra delen av landet, 280 km nordost om huvudstaden Helsingfors.